# Teoria do apego em adultos
A teoria do apego em adultos lida com a teoria do apego em relacionamentos românticos adultos.
A teoria do apego foi estendida aos relacionamentos românticos adultos no final da década de 1980. Quatro estilos de apego foram identificados em adultos: seguro, preocupado-ansioso, desapegado-evitativo e assustado-evitativo. Especialistas têm explorado a organização e a estabilidade dos modelos de funcionamento mentais que constituem a base destes estilos de apego. Eles têm explorado também como o apego se encaixa nos desenlaces de um relacionamento e como funciona na sua dinâmica.

## Estendendo a teoria do apego
John Bowlby e Mary Ainsworth lançaram as bases da teoria do apego moderna em estudos com crianças e seus cuidadores. Crianças e cuidadores permaneceram o foco principal desta teoria por muitos anos. Então, no final dos anos 1980, Cindy Hazan e Phillip Shaver aplicaram a teoria do apego a relacionamentos românticos adultos. Hazan e Shaver notaram que as interações entre parceiros românticos adultos compartilhavam similaridades com as interações entre crianças e cuidadores. Por exemplo, parceiros românticos desejam estar perto um do outro, e sentem-se confortáveis quando seus parceiros estão presentes e ansiosos ou solitários quando seus parceiros estão ausentes. Relacionamentos românticos servem como uma base segura em que os companheiros ajudam um ao outro a enfrentar as surpresas, as oportunidades e os desafios que a vida apresenta. Semelhanças como estas, levaram Hazan e Shaver a estender a teoria do apego às relações amorosas entre adultos.
Naturalmente, relacionamentos românticos entre adultos diferem em muitos aspectos de relacionamentos entre crianças e cuidadores. A afirmação não é que estes dois tipos de relacionamentos são idênticos, mas sim que os princípios fundamentais da teoria do apego aplicam-se a ambos.
Pesquisadores tendem a descrever os princípios fundamentais da teoria do apego sob a luz de seus próprios interesses teóricos. Suas descrições parecem bastante diferentes em um nível superficial. Por exemplo, Fraley e Shaver descrevem as "proposições centrais" de apego em adultos como se segue:
- As dinâmicas emocionais e comportamentais de relacionamentos entre recém-nascido–cuidador e relacionamentos românticos adultos são governados pelo mesmo sistema biológico.
- Os tipos de diferenças individuais observados em relacionamentos recém-nascido–cuidador são semelhantes aos observados em relacionamentos românticos.
- Diferenças individuais no comportamento de apego em adultos são reflexos das expectativas e crenças que as pessoas têm formados sobre elas mesmas e suas relações íntimas, com base em suas histórias de apego; estes "modelos de funcionamento" são relativamente estáveis e, como tal, podem ser reflexos das primeiras experiências de cuidado.
- O amor romântico, como é usualmente concebido, envolve a interação entre apego, cuidado e sexo.

Compare isso com as cinco "proposições fundamentais" da teoria do apego listadas por Rholes e Simpson:
- Embora o impulso básico para a formação de relações de apego seja fornecido por fatores biológicos, os laços que as crianças formam com seus cuidadores são modelados por experiências interpessoais.
- As experiências nos primeiros relacionamentos criam modelos internos de funcionamento e estilos de apego que afetam sistematicamente as relações de apego.
- As orientações de apego dos cuidadores influenciam o laço afetivo que suas crianças têm com eles.
- Modelos de funcionamento e orientações de apego são relativamente estáveis ao longo do tempo, mas não são imunes à mudança.
- Algumas formas de desajustes psicológicos e distúrbios clínicos são atribuídas em parte aos efeitos de modelos de funcionamento e estilos de apego inseguro.

Enquanto estas duas listas refletem claramente os interesses teóricos dos pesquisadores que as criaram, um olhar mais atento revela uma série de temas em comum. Estes temas afirmam que:
- As pessoas são biologicamente conduzidas a formar vínculos com outras pessoas, mas o processo de formação de vínculos é influenciado por experiências aprendidas.
- Indivíduos formam diferentes tipos de vínculo, dependendo das expectativas e crenças que eles têm sobre seus relacionamentos. Estas expectativas e crenças constituem "modelos de funcionamento" internos usados para guiar os comportamentos em uma relação.
- "Modelos de funcionamento" internos são relativamente estáveis, embora eles possam ser influenciados pela experiência.
- Diferenças individuais no apego podem contribuir positiva ou negativamente para a saúde mental e para a qualidade das relações com os outros.

Não há dúvida de que estes temas podem ser descritos em uma variedade de formas (e outros temas adicionados à lista). Independentemente de como se descreve os princípios fundamentais da teoria do apego, o aspecto-chave é que os mesmos princípios de apego aplicam-se às relações íntimas durante toda a vida. Os princípios do apego entre crianças e cuidadores são fundamentalmente os mesmos que os princípios de apego entre parceiros românticos adultos.

## Estilos de apego
Adultos têm quatro estilos de apego: seguro, preocupado-ansioso, desapegado-evitativo, e assustado-evitativo. O estilo de apego em adultos corresponde ao estilo de apego em crianças. Por exemplo, o estilo preocupado-ansioso em adultos corresponde ao ansioso-ambivalente em crianças. As descrições de estilos de apego em adultos expostas abaixo são baseadas no questionário de relacionamento elaborado por Bartholomew e Horowitz e em uma análise feita por Pietromonaco e Barrett.
Existem várias abordagens de tratamento baseadas no apego que podem ser usadas com adultos. Além disso, existe uma abordagem para tratamento de casais baseada na teoria do apego.

### Apego seguro
Pessoas com apego seguro tendem a concordar com as seguintes afirmações: "É relativamente fácil para mim me tornar emocionalmente íntimo dos outros. Eu estou confortável dependendo de outros e tendo outros dependendo de mim. Eu não me preocupo em estar/ficar sozinho ou em não ser aceito por outros." Este estilo de apego usualmente resulta de um histórico de interações íntimas e receptivas com parceiros. Pessoas com apego seguro tendem a ter opiniões positivas sobre si mesmas e sobre seus parceiros. Elas tendem também a ter opiniões positivas sobre seus relacionamentos. Muitas vezes elas relatam maior satisfação e harmonia em seus relacionamentos que pessoas com outros estilos de apego. Pessoas seguramente apegadas sentem-se confortáveis tanto com a intimidade quanto com a independência. Muitos buscam um equilíbrio entre ambos em seus relacionamentos.

### Apego inseguro

#### Apego preocupado-ansioso
Pessoas que são ansiosas ou preocupadas com o apego tendem a concordar com as seguintes afirmações: "Eu quero ser completamente íntima emocionalmente dos outros, mas muitas vezes eu percebo que os outros são relutantes a se aproximarem como eu gostaria. Eu fico desconfortável sem relacionamentos íntimos, mas às vezes me preocupo com o fato de que os outros não me valorizam tanto quanto eu os valorizo." Pessoas com este estilo de apego buscam por altos níveis de intimidade, aprovação, e receptividade de seus parceiros. Elas, muitas vezes, valorizam a intimidade a tal ponto que se tornam excessivamente dependentes de seus parceiros — uma condição coloquialmente denominada de clinginess. Comparadas às pessoas com apego seguro, pessoas com este estilo tendem a ter opiniões menos positivas sobre si mesmas. Elas, frequentemente, duvidam de seu valor como parceiras e culpam-se pela falta de receptividade de seus parceiros. Pessoas ansiosamente apegadas podem exibir altos níveis de expressividade emocional, preocupação, e impulsividade em seus relacionamentos.

#### Apego desapegado-evitativo
Pessoas com um estilo de apego desapegado evitativo tendem a concordar com as seguintes afirmações: "Eu estou confortável sem relacionamentos emocionais íntimos", "é muito importante para mim me sentir independente e auto-suficiente", e "eu prefiro não depender de outros ou ter outros dependendo de mim." Pessoas com este estilo de relacionamento desejam um alto nível de independência. O desejo de independência, frequentemente, aparece como uma tentativa de evitar completamente o apego. Eles veem a si mesmos como auto-suficientes e invulneráveis a sentimentos associados com estarem intimamente ligados a outros. Eles muitas vezes negam necessitar de relações íntimas. Alguns podem até mesmo ver as relações íntimas como relativamente sem importância. Não surpreendentemente, eles buscam menos intimidade com seus parceiros, a quem muitas vezes eles veem menos positivamente do que eles veem a si mesmos. Pesquisadores geralmente notam o cárater defensivo deste estilo de apego. Pessoas com o estilo de apego desapegado-evitativo tendem a reprimir e esconder seus sentimentos, e a lidar com a rejeição distanciando-se das fontes deste sentimento (i.e., seus parceiros de relacionamento).

#### Apego assustado-evitativo
Pessoas que sofreram danos psicológicos ou abusos sexuais na infância e na adolescência frequentemente desenvolvem este tipo de apego e tendem a concordar com as seguintes afirmações: "Eu fico um pouco desconfortável ao ficar íntimo dos outros. Eu quero relacionamentos íntimos, mas acho que é difícil confiar nos outros completamente, ou depender deles. Às vezes, eu me preocupo com o fato de que serei magoado se eu me permitir ser íntimo dos outros." Pessoas com este estilo de apego têm sentimentos mistos sobre relacionamentos íntimos. Por um lado, elas desejam ter relações emocionalmente íntimas. Por outro lado, elas tendem a se sentir desconfortáveis com a intimidade emocional. Estes sentimentos mistos são combinados com, às vezes inconscientemente, opiniões negativas sobre si mesmas e seus parceiros. Elas geralmente veem a si mesmas como indignas da receptividade de seus parceiros, e não confiam nas intenções deles. Da mesma forma que o estilo de apego desapegado-evitativo, as pessoas com o estilo assustado-evitativo buscam menor intimidade com seus parceiros e frequentemente reprimem e negam seus sentimentos. Em vez disso, elas ficam muito menos confortáveis ao expressar afeto inicialmente. Muitas vezes elas se sentem compelidas a deixar a pessoa a quem amam profundamente, porque algo dentro delas "não parece certo", embora elas possam dar outras desculpas para seu comportamento, por causa de sua necessidade de racionalizar.
Para uma pessoa com o estilo de apego assustado-evitativo melhorar, ela tem que trabalhar ativamente para aprender a confiar em seu atual parceiro tanto quanto a opôr-se a seus sentimentos mais profundos; psicoterapia é frequentemente um pré-requisito para esta melhora. Muitas pessoas com este estilo de apego nunca admitem a si mesmas que elas têm um problema ou sentem que estão prontas para lidar com suas dificuldades.

## Modelos de funcionamento
Bowlby teorizou que as crianças aprendem de suas interações com os cuidadores. Ao longo de muitas interações, elas formam expectativas sobre a acessibilidade e disponibilidade de seus cuidadores. Estas expectativas refletem nos pensamentos das crianças sobre si mesmas e sobre seus cuidadores:

"A confiança de que uma figura de apego é, além de acessível, suscetível de ser receptiva pode ser vista para ligar, pelo menos, duas variáveis: (a) se a figura de apego é ou não julgada como sendo o tipo de pessoa que, em geral, responde aos chamados por apoio e proteção; (b) se a criança é ou não julgada como sendo o tipo de pessoa a quem qualquer um, e a figura de apego em particular, está suscetível a responder de maneira atenciosa. Logicamente, estas variáveis são independentes. Na prática, é provável que se confundam. Como resultado, os modelos da figura de apego e de si mesmo são suscetíveis a se desenvolverem de modo a serem complementares e mutuamente confirmadores." (Bowlby, 1973, p. 238)
As considerações das crianças sobre seus cuidadores, junto com as considerações sobre si mesmas como merecedoras de bons cuidadores, formam modelos de funcionamento de apego. Os modelos de funcionamento ajudam a guiar o comportamento ao permitir que as crianças antecipem e planejem as reações do cuidador. Bowlby teorizou que, uma vez formados, estes modelos mantêm-se relativamente estáveis. Crianças geralmente interpretam as experiências à luz de seus modelos de funcionamento ao invés de mudá-los para atender a novas experiências. Somente quando as experiências não podem ser interpretadas à luz dos modelos de funcionamento é que as crianças os modificam.
Quando Hazen e Shaver estenderam a teoria do apego a adultos, eles incluíram a ideia de modelos de funcionamento. Pesquisas sobre esses modelos focaram em duas questões. Primeiro, como são os pensamentos que os formam na mente? Segundo, quão estáveis são ao longo do tempo? Estas questões são brevemente discutidas abaixo.

### Organização dos modelos de funcionamento
Bartholomew e Horowitz propuseram que os modelos de funcionamento consistem de duas partes. Uma parte lida com os pensamentos sobre si mesmo. A outra com os pensamentos sobre os outros. Eles propuseram em seguida que os pensamentos de uma pessoa sobre si são geralmente positivos ou geralmente negativos. O mesmo se aplica aos pensamentos sobre os outros. Para testar estas propostas, Bartholomew e Horowitz examinaram a relação entre estilos de apego, auto-estima, e sociabilidade. O diagrama abaixo mostra como eles observaram os relacionamentos:
|                                        |          | Auto-estima pensamentos sobre si | Auto-estima pensamentos sobre si |
| Positivo                               | Negativo |                                  |                                  |
| -------------------------------------- | -------- | -------------------------------- | -------------------------------- |
| Sociabilidade pensamentos sobre outros | Positivo | Seguro                           | Preocupado-ansioso               |
| Sociabilidade pensamentos sobre outros | Negativo | Desapegado-evitativo             | Assustado-evitativo              |

Os estilos de apego seguro e desapegado estão associados à maior auto-estima comparados com os estilos ansioso e assustado. Isso corresponde à distinção entre os pensamentos positivos e negativos sobre si mesmo nos modelos de funcionamento. Os estilos de apego seguro e ansioso estão associados à maior sociabilidade que os estilos desapegado e assustado. Isso corresponde à distinção entre os pensamentos positivos e negativos sobre os outros nos modelos de funcionamento. Estes resultados sugerem que os modelos de funcionamento contêm, de fato, dois domínios diferentes — pensamentos sobre si e sobre os outros — e que cada domínio pode ser caracterizado como geralmente positivo ou geralmente negativo.
Baldwin e seus colegas têm aplicado a teoria de esquemas relacionais aos modelos de funcionamento de apego. Esquemas relacionais contêm informação sobre a maneira com que os parceiros regularmente interagem entre si. Para cada padrão de interação que ocorre regularmente entre os padrões, um esquema relacional é formado contendo:
- informação sobre si
- informação sobre o parceiro
- informação sobre a maneira como a interação geralmente se desenrola.

Por exemplo, se uma pessoa pede a seu parceiro um beijo ou um abraço regularmente, e o parceiro responde regularmente com um beijo ou um abraço, a pessoa forma um esquema relacional representando a interação previsível. O esquema contém informação sobre si mesmo (por exemplo, "eu preciso de muito carinho físico"). Contém também informação sobre o parceiro ("meu parceiro é uma pessoa carinhosa"). E contém informação sobre a maneira como a interação geralmente se desenrola, que pode ser categorizada por uma proposição se–então ("se eu peço um beijo ou um abraço ao meu parceiro, então meu parceiro irá responder com um abraço ou um beijo e irá me confortar"). Esquemas relacionais ajudam a guiar o comportamento nas relações, permitindo às pessoas anteciparem e planejarem as reações de seus parceiros.
Baldwin e seus colegas propuseram que os modelos de funcionamento de apego são compostos de esquemas relacionais. O fato de que os esquemas relacionais contêm informação sobre si e sobre os outros é coerente com as concepções anteriores de modelos de funcionamento. A única contribuição dos esquemas relacionais aos modelos de funcionamento é a informação sobre as maneiras com que as interações com os parceiros geralmente se desenrolam. Esquemas relacionais adicionam aos modelos a proposição se-então relacionada  às interações. Para demonstrar que os modelos de trabalho são organizados com os esquemas relacionais, Baldwin e seus colegas criaram um conjunto de cenários escritos que descrevem as interações que lidam com confiança, dependência e proximidade. Por exemplo, os cenários para proximidade incluem:
- Você quer passar mais tempo com seu parceiro.
- Você obteve um abraço ou um beijo do seu parceiro.
- Você diz ao seu parceiro quão profundo é seu sentimento por ele ou ela.

Após cada cenário, as pessoas eram apresentadas a duas opções sobre como seus parceiros responderiam. Uma opção era "ele/ela aceita você". A outra era "ele/ela rejeita você". As pessoas eram convidadas a avaliar a probabilidade de cada resposta em uma escala de sete pontos. As avaliações das respostas prováveis correspondiam aos estilos de apego dessas pessoas. Pessoas com estilos de apego seguro eram mais propensas a supor respostas de aceitação de seus parceiros. Seu esquema relacional para um terceiro cenário de proximidade seria, "Se eu digo ao meu parceiro quão profundo é meu sentimento por ele, então meu parceiro irá me aceitar". Pessoas com outros estilos de apego eram menos propensas a esperar respostas de aceitação de seus parceiros. Seu esquema relacional para o mesmo cenário seria, "Se eu digo ao meu parceiro o quanto eu sinto por ele, então meu parceiro irá me rejeitar". As diferenças nos estilos de apego refletem as diferenças nos esquemas relacionais. Estes esquemas podem, portanto, ser usados para entender a organização dos modelos de funcionamento de apego, como já foi demonstrado em estudos subsequentes.
Os esquemas relacionais envolvidos nos modelos de funcionamento estão provavelmente organizados em uma hierarquia. De acordo com Baldwin:

"Uma pessoa pode ter um modelo de funcionamento geral para relacionamentos, por exemplo, para o caso em que os outros tendam a ser apenas parcial e imprevisivelmente receptivos a suas necessidades. A um nível específico, esta expectativa vai assumir formas diferentes quando se considera as diversas relações, como cliente ou parceiro romântico. Dentro de relações românticas, as expectativas podem então variar significativamente, dependendo do parceiro, da situação ou das necessidades específicas." (Baldwin, 1992, p. 429).
O mais alto nível da hierarquia contém esquemas relacionais muito gerais, que aplicam-se a todos os relacionamentos. O próximo nível contém esquemas que aplicam-se a tipos particulares de relacionamentos. O nível mais baixo contém esquemas que aplicam-se a relacionamentos específicos.
Na verdade, vários teóricos propuseram uma organização dos modelos de funcionamento. Pietromonaco e Barrett observaram:

"A partir desta perspectiva, as pessoas não possuem um único conjunto de modelos de funcionamento de si mesmas e dos outros; ao contrário, elas possuem uma família de modelos, que incluem, em níveis mais elevados, regras abstratas ou suposições sobre relacionamentos de apego e, em níveis mais baixos, informação sobre relacionamentos específicos e eventos dentro deles. Estas ideias também implicam que os modelos de funcionamento não são uma entidade única, mas representações multifacetadas em que a informação em um nível não precisa ser coerente com a de outro nível." (Pietromonaco & Barrett, 2000, página 159)
Cada hierarquia inclui tanto modelos de funcionamento gerais (os mais altos) e modelos específicos (mais baixos). Estudos apoiam a existência de ambos modelos de funcionamento. As pessoas podem relatar um estilo de apego geral quando solicitadas a fazê-lo, e a maioria de seus relacionamentos são condizentes com seu estilo de apego geral. Um estilo de apego geral indica um modelo de funcionamento geral que aplica-se a muitos relacionamentos. Entretanto, as pessoas podem também relatar diferentes estilos de apego pelos amigos, pais e namorados. Os estilos de apego de relacionamentos específicos indicam modelos de funcionamento específicos. Evidências de que os modelos de funcionamento gerais e os específicos de cada relação são organizados em uma hierarquia vêm de um estudo de Overall, Fletcher e Friesen.
Em resumo, os modelos de funcionamento mentais que sustentam os estilos de apego parecem conter informação sobre si e sobre os outros organizados em esquemas relacionais. Os esquemas relacionais são, eles próprios, organizados em uma hierarquia de três níveis. O mais elevado da hierarquia contém esquemas relacionais para um modelo de funcionamento geral que aplica-se a todos os relacionamentos. O nível do meio contém esquemas relacionais para modelos de funcionamento que aplicam-se a diferentes tipos de relacionamentos (por exemplo., amigo, pais, namorados). O nível mais baixo contém esquemas para modelos de funcionamento de relacionamentos específicos.

### Estabilidade dos modelos de funcionamento
Investigadores estudam a estabilidade dos modelos de funcionamento examinando a estabilidade dos estilos de apego. Estilos de apego refletem os pensamentos e expectativas que constituem os modelos de funcionamento. Mudanças nos estilos de apego indicam, portanto, mudanças nos modelos de funcionamento.
Cerca de 70% a 80% das pessoas não sofrem alterações nos estilos de apego ao longo do tempo. O fato de que os estilos de apego não mudam para a maioria das pessoas indica que os modelos de funcionamento são relativamente estáveis. No entanto, cerca de 20% a 30% das pessoas sofrem alterações nos estilos de apego. Estas mudanças podem ocorrer em períodos de semanas ou meses. O número de pessoas que passam por essas mudanças, e o curto período durante o qual elas ocorrem, sugere que os modelos de funcionamento não são traços rígidos de personalidade.
Por que os estilos de apego mudam não é bem compreendido. Waters, Weinfield e Hamilton propuseram que experiências de vida negativas frequentemente causam mudanças nos estilos de apego. Esta proposição é apoiada pela evidência de que pessoas que passam por eventos negativos na vida tendem também a mudar quanto ao estilo de apego. Davila, Karney e Bradbury identificaram quatro conjuntos de fatores que podem causar mudanças em estilos de apego: (a) eventos e circunstâncias situacionais, (b) mudanças nos esquemas relacionais, (c) variáveis de personalidade, e (d) combinações de variáveis de personalidade e eventos situacionais. Eles conduziram um estudo para observar qual conjunto de fatores melhor explica as mudanças nos estilos de apego. Curiosamente, o estudo constatou que os quatro conjuntos de fatores causam mudanças nos estilos de apego. Mudanças nos estilos de apego são complexas e dependem de múltiplos fatores.

## Resultados de relacionamentos
Relacionamentos românticos adultos variam em seus resultados. Os parceiros de algumas relações expressam mais satisfação que os parceiros de outras. Os parceiros de algumas relações ficam juntos por mais tempo que os parceiros de outras. Os estilos de apego observados em um relacionamento influenciam a satisfação dos envolvidos e a duração da relação.

### Satisfação
Vários estudos têm vinculado os estilos de apego à satisfação nos relacionamentos. As pessoas que têm estilos de apego seguro costumam expressar maior satisfação em suas relações que as pessoas que têm outros estilos.
Embora a relação entre os estilos de apego e a satisfação conjugal tenha sido firmemente estabelecida, os mecanismos pelos quais os estilos de apego influenciam a satisfação continuam mal compreendidos. Um mecanismo pode ser a comunicação. Estilos de apego seguro podem levar a uma comunicação mais construtiva e auto-revelações mais íntimas, que por sua vez aumenta a satisfação no relacionamento. Outros mecanismos pelos quais os estilos de apego podem influenciar os relacionamentos incluem expressividade emocional, estratégias para lidar com conflitos, e apoio notável dos parceiros. Estudos adicionais são necessários para melhor compreender como os estilos de apego influenciam a satisfação nos relacionamentos.

### Duração
Alguns estudos sugerem que as pessoas com estilos de apego seguro têm relacionamentos mais duradouros. Isso pode ocorrer parcialmente devido ao compromisso. Pessoas com estilos de apego seguro tendem a expressar mais comprometimento em suas relações. Estas pessoas tendem também a estar mais satisfeitas com seus relacionamentos, o que pode incentivá-los a permanecer em seus relacionamentos por mais tempo. No entanto, estilos de apego seguro não são, em hipótese alguma, garantia de relacionamentos duradouros.
Não são apenas os estilos seguros aqueles associados aos relacionamentos estáveis. Pessoas com estilo preocupado-ansioso encontram-se frequentemente em relacionamentos de longa duração, mas infelizes. Estilos de apego preocupado-ansioso  frequentemente envolvem a ansiedade de ser abandonado e dúvidas sobre ter valor como parceiro amoroso. Estes tipos de sentimento e pensamentos podem levar as pessoas a permanecer em relacionamentos infelizes.

## Dinâmicas de relacionamento
O apego desempenha um papel na maneira em que os parceiros interagem um com o outro. Alguns exemplos incluem o papel do apego na regulação do afeto, apoio, intimidade e ciúme. Estes exemplos são brevemente discutidos abaixo. O apego também desempenha um papel em muitas interações não discutidas neste artigo, como conflito, comunicação e sexualidade.

### Regulação afetiva
Bowlby, nos estudos com crianças, observou que certos tipos de eventos desencadeiam ansiedade, e que as pessoas tentam aliviar sua ansiedade buscando por proximidade e conforto de seus cuidadores. Três conjuntos principais de condições desencadeiam ansiedade em crianças:
- Condições da criança (cansaço, fome, doença, dor, frio, etc.)
- Condições envolvendo o cuidador (ausência e/ou partida do cuidador, desencorajamento à proximidade do cuidador, cuidador dando atenção a outra criança, etc.)
- Condições do ambiente (eventos alarmantes, crítica ou rejeição por outros)

A ansiedade desencadeada por estas condições motiva os indivíduos a engajarem-se em comportamentos que os aproximem fisicamente dos cuidadores. Uma dinâmica semelhante ocorre em adultos em relacionamentos em que outros se importam com eles. Condições envolvendo o bem-estar pessoal, o relacionamento com o parceiro e o ambiente pode desencadear ansiedade em adultos. Adultos tentam aliviar sua ansiedade buscando por proximidade física e psicológica com seus parceiros.
Mikulincer, Shaver e Pereg desenvolveram um modelo para esta dinâmica. De acordo com o modelo, quando as pessoas sofrem de ansiedade, elas tentam reduzi-la buscando aproximação de seus parceiros. No entanto, os parceiros podem aceitar ou rejeitar os pedidos de maior proximidade. Isso leva as pessoas a adotarem estratégias diferentes para reduzir a ansiedade. Elas engajam-se em três estratégias principais.
A primeira estratégia é chamada de estratégia baseada na segurança. O diagrama abaixo mostra a sequência de eventos nesta estratégia.
Uma pessoa percebe algo que provoca ansiedade. Ela tenta reduzi-la buscando proximidade com seu parceiro. O parceiro responde positivamente ao pedido de aproximação, o que reafirma um senso de segurança e reduz a ansiedade. A pessoa retorna às suas atividades diárias.
A segunda estratégia é chamada de estratégia de esquiva do apego. O diagrama a seguir mostra a sequência de eventos nesta estratégia.
Os eventos começam da mesma maneira que os da estratégia anterior. Uma pessoa percebe algo que provoca ansiedade. Ela tenta reduzi-la buscando proximidade com seu parceiro. Mas o parceiro ou não está disponível ou rejeita o pedido de proximidade. A falta de receptividade alimenta a insegurança e aumenta a ansiedade. A pessoa desiste de obter uma resposta positiva de seu parceiro, reprime sua ansiedade e distancia-se do parceiro.
A terceira estratégia é chamada de estratégia de hiperativação ou apego de ansiedade. O diagrama a seguir mostra a sequência de eventos nesta estratégia.
Os eventos começam da mesma forma. Algo provoca ansiedade em uma pessoa, que então tenta reduzi-la buscando proximidade física ou psicológica com seu parceiro. O parceiro rejeita os pedidos de maior proximidade. A falta de receptividade aumenta os sentimentos de insegurança ou ansiedade. A pessoa, então, fica trancada em um círculo com o parceiro: a pessoa tenta se aproximar, o parceiro a repele, o que leva a pessoa a buscar cada vez mais proximidade, seguido por outra rejeição, e assim por diante. O círculo termina apenas quando a situação muda para uma estratégia baseada na segurança (porque o parceiro finalmente responde positivamente) ou quando a pessoa muda para uma estratégia de esquiva do apego (porque a pessoa desiste de receber uma resposta positiva do parceiro).
Mikulincer, Shaver e Pereg sustentam que estas estratégias de regulação da ansiedade têm muitas consequências diferentes. A estratégia baseada na segurança leva a pensamentos mais positivos, como a explicações mais positivas de por que os outros se comportam de uma maneira particular  e memórias mais positivas sobre pessoas e eventos. Pensamentos mais positivos podem estimular reações mais criativas a problemas difíceis ou situações angustiantes. As estratégias de esquiva e de hiperativação levam a pensamentos mais negativos e a menos criatividade ao lidar com problemas e situações angustiantes. A partir desta perspectiva, seria benéfico às pessoas terem parceiros que estão dispostos e disponíveis a reagir positivamente a pedidos de proximidade, para que elas possam usar as estratégias baseada na segurança para lidar com sua ansiedade.

### Apoio
As pessoas sentem menos ansiedade quando próximas de seus parceiros porque estes podem fornecer apoio durante situações difíceis. Apoio inclui conforto, assistência e informação que as pessoas recebem de seus parceiros.
O apego influencia tanto a percepção de apoio quanto a tendência de buscá-lo nos outros. Pessoas que têm parceiros que respondem consistente e positivamente aos pedidos de proximidade permitem aos indivíduos terem vínculos seguros, e, em troca, elas buscam apoio de uma forma mais relaxada em geral, enquanto pessoas cujos parceiros são inconsistentes em reagir positivamente ou rejeitam regularmente os pedidos de apoio precisam usar outros estilos de apego. Pessoas com estilos de apego seguro podem confiar em seus parceiros para fornecer apoio porque eles já o ofereceram de forma confiável no passado. Elas podem ser mais propensas a pedir apoio quando necessário. Pessoas com estilos de apego inseguro, muitas vezes não têm um histórico de respostas de apoio de seus parceiros. Elas podem depender menos dos seus parceiros e ser menos propensas a pedir apoio quando necessário, embora possa haver também outros fatores envolvidos.
Alterações na maneira em que as pessoas percebem o apego tendem a ocorrer com a alterações na maneira em que elas percebem o apoio. Um estudo analisou as percepções de apego em estudantes universitários com suas mães, pais, amigos do mesmo sexo e do sexo oposto e descobriram que, quando os alunos relatavam mudanças no apego em um relacionamento particular, eles normalmente também relatavam mudanças no apoio neste mesmo relacionamento. Alterações no apego em um relacionamento não afeta a percepção de apoio nas outras relações. A ligação entre as mudanças de apego e apoio eram a nível de relacionamento específico.

### Intimidade
A teoria do apego sempre reconheceu a importância da intimidade. Bowlby escreveu:

"A teoria do apego considera a propensão a criar laços emocionais íntimos com indivíduos em particular um componente básico da natureza humana, já presente em forma germinal no recém-nascido e continuando pela vida adulta até a velhice." (Bowlby, 1988, pp. 120–121)
O desejo de intimidade tem raízes biológicas e, na grande maioria das pessoas, persiste de nascimento até a morte. O desejo por intimidade tem também implicações importantes para o apego. Relacionamento que frequentemente satisfazem o desejo por intimidade levam a vínculos mais seguros entre parceiros. Relacionamentos que raramente satisfazem o desejo por intimidade levam a vínculos menos seguros.
Collins e Feeney examinaram a relação entre apego e intimidade em detalhes. Eles definem intimidade como um conjunto de interações especial em que uma pessoa revela algo importante sobre si mesma, e um parceiro responde à revelação de uma maneira que faz com que a pessoa sinta-se validada, compreendida e cuidada. Estas interações geralmente envolvem auto-revelações verbais. Mas interações íntimas podem envolver também formas não verbais de auto-expressão como toque, abraço, beijo e comportamento sexual. A partir desta perspectiva, a intimidade requer o seguinte:
- vontade de revelar pensamentos, sentimentos, desejos e medos
- vontade de contar com um parceiro para cuidado e apoio emocional
- vontade de se envolver com intimidade física

Collins e Feeney reviram uma série de estudos que mostram como cada estilo de apego refere-se à vontade de auto-revelação, de confiar nos parceiros, e de se envolver com intimidade física. O estilo de apego seguro é comumente mais relacionado a estes três fatores que os outros estilos. No entanto, a quantidade de intimidade em um relacionamento pode variar devido a fatores de personalidade e circunstâncias situacionais, de modo que cada estilo de apego pode funcionar para adaptar um indivíduo ao contexto particular de intimidade em que elas vivem.
Mashek e Sherman relatam algumas conclusões interessantes sobre o desejo de menor proximidade com os parceiros. Às vezes, muita intimidade pode ser sufocante. Pessoas nesta situação desejam menor proximidade. Por outro lado, o relacionamento entre estilo de apego e desejo de menor proximidade é previsível. Pessoas que têm os estilos assustado-evitativo e preocupado-ansioso tipicamente querem maior proximidade com seus parceiros. Pessoas que têm o estilo desapegado-evitativo tipicamente querem menos proximidade. Por outro lado, os números relativamente grandes de pessoas que admitem querer menos proximidade com seus parceiros (até 57% em alguns estudos) supera o número de pessoas que têm estilos de apego desapegado-evitativo. Isto sugere que mesmo pessoas com estilo seguro, preocupado-ansioso ou assustado-evitativo às vezes buscam por menor proximidade com seus parceiros. Esse desejo não é determinado pelo estilo de apego por si só.

### Ciúme
Ciúme refere-se aos pensamentos, sentimentos e comportamentos que ocorrem quando uma pessoa acredita que um relacionamento estimado é ameaçado por um rival. Uma pessoa ciumenta sente ansiedade sobre manter o apoio, a intimidade e outras qualidades valorizadas no seu relacionamento. Dado que o apego refere-se à regulação de ansiedade, apoio e intimidade, como discutido acima, não é surpreendente que o apego também se relaciona com o ciúme.
Bowlby observou que os comportamentos de apego em crianças podem ser desencadeados pela presença de um rival:

"Na maioria das crianças, a simples visão da mãe segurando outro bebê em seus braços é suficiente para provocar um forte comportamento de apego. A criança mais velha insiste em permanecer perto de sua mãe ou em ficar no seu colo. Muitas vezes ela se comporta como se fosse um bebê. É possível que este comportamento bem conhecido seja apenas um caso especial de uma criança reagindo à falta de atenção e de receptividade da mãe. O fato, no entanto, de que uma criança mais velha reage desta forma mesmo quando sua mãe faz questão de estar atenta e receptiva sugere que há mais coisa envolvida; e os experimentos pioneiros de Levy (1937) também indicam que a simples presença de um bebê no colo da mãe é suficiente para fazer uma criança mais velha muito mais apegada." (Bowlby, 1969/1982, página 260)
Quando crianças veem um rival disputando a atenção do cuidador, elas tentam se aproximar deste e captar sua atenção. Essas tentativas indicam que o sistema de apego foi ativado. Mas a presença de um rival também provoca ciúme em crianças. O ciúme provocado por um irmão rival foi descrito em detalhe. Estudos recentes têm mostrado que um rival pode provocar ciúme desde idades muito novas. A presença de um rival pode provocar ciúme em bebês de seis meses de idade. Tanto o apego quando o ciúme podem ser desencadeados pela presença de um rival.
O apego e o ciúme também podem ser desencadeados em adultos através das  mesmas interpretações perceptivas. A ausência do parceiro desencadeia ambos sentimentos quando a pessoa acredita que ele está passando tempo com um rival.
Diferenças em estilos de apego influenciam tanto a frequência quanto aos padrões de expressões de ciúme. Pessoas que têm estilos de apego preocupado-ansioso e assustado-evitativo sentem ciúme mais frequentemente e enxergam rivais de maneira mais ameaçadora que pessoas que têm estilos de apego seguro. Pessoas com diferentes estilos de apego também expressam ciúme de formas diferentes. Um estudo constatou que:

"Participantes seguramente apegados sentem raiva mais intensamente que outras emoções e são mais propensos que outros participantes a expressá-la, especialmente para o parceiro. E embora participantes ansiosos tenham sentido raiva relativamente intensa, e tenham sido mais propensos que os outros a expressar sua irritabilidade, eles eram menos propensos a confrontar seus parceiros. Isso pode ser atribuído a sentimentos de inferioridade e medo, que são características próprias dos ansiosamente apegados e que deve-se esperar que eles inibam expressão direta de raiva. Os evitativos sentem tristeza mais intensamente em relação aos seguros em ambos estudos. Além disso, evitativos eram mais propensos que os outros a trabalhar para manter sua auto-estima e , talvez como uma consequência, relativamente mais propensos a se aproximarem dos seus parceiros." (Sharpsteen & Kirkpatrick, 1997, page 637)
Um estudo subsequente confirmou que pessoas com diferentes estilos de apego sentem e expressam o ciúme de formas qualitativamente diferentes. O apego, assim, desempenha um papel importante em interações ciumentas ao influenciar a frequência e a forma em que os parceiros expressam o ciúme.

### Depois do amor
Após a dissolução de relacionamentos românticos importantes, as pessoas costumam passar por ansiedade de separação e luto. O luto é um processo muito importante porque permite a aceitação da perda e torna mais fácil seguir em frente. Durante este processo, as pessoas tendem a usar diferentes estratégias para lidar com a separação. Indivíduos seguramente apegados tendem a buscar por apoio, que é a estratégia mais efetiva. Os evitativos tendem a desvalorizar os relacionamentos e a afastar-se. Indivíduos ansiosamente apegados são mais propensos a usar estratégias de enfrentamento mais emocionalmente focadas e a dar mais atenção ao sofrimento experimentado (Pistole, 1996). Após o fim de um relacionamento, indivíduos seguramente apegados tendem a ter mais experiência emocional totalmente positiva que os inseguramente apegados (Pistole, 1995).

### Relacionamentos homossexuais
Ridge e Feeney (1998) estudaram um grupo de gays e lésbicas em universidades australianas. Os resultados mostraram que a frequência de estilos de apego na população homossexual era a mesma que na heterossexual; ao mesmo tempo, estilos de apego têm previsto variáveis de relacionamento de uma maneira semelhante que na população heterossexual. Entretanto, estilos de apego em adultos homossexuais não foram relacionadas às experiências de infância com os pais. Contrariando este último resultado, Robinson (1999) descobriu que na população lésbica havia uma conexão entre os estilos de apego e a parentalidade inicial, no entanto, ao contrário de mulheres heterossexuais, o estilo de apego foi relacionado ao relacionamento da participante com seus pais.
Há circunstâncias em que a busca por apoio é evocada em exploração durante toda a vida. É necessário manutenção da exploração criativa.